# Canton de Gaillon
Le canton de Gaillon est une circonscription électorale française située dans le département de l'Eure et la région Normandie.

## Histoire
Le canton de Gaillon a été créé en 1790.
Le décret du 31 janvier 1985 l'a divisé, créant le canton de Gaillon-Campagne.
Un nouveau découpage territorial de l'Eure (département) entre en vigueur à l'occasion des élections départementales de mars 2015, défini par le décret du 25 février 2014, en application des lois du 17 mai 2013 (loi organique 2013-402 et loi 2013-403). Les conseillers départementaux sont, à compter de ces élections, élus au scrutin majoritaire binominal mixte. Les électeurs de chaque canton élisent au Conseil départemental, nouvelle appellation du Conseil général, deux membres de sexe différent, qui se présentent en binôme de candidats. Les conseillers départementaux sont élus pour 6 ans au scrutin binominal majoritaire à deux tours, l'accès au second tour nécessitant 12,5 % des inscrits au 1er tour. En outre la totalité des conseillers départementaux est renouvelée. Ce nouveau mode de scrutin nécessite un redécoupage des cantons dont le nombre est divisé par deux avec arrondi à l'unité impaire supérieure si ce nombre n'est pas entier impair, assorti de conditions de seuils minimaux. Dans l'Eure, le nombre de cantons passe ainsi de 43 à 23. Le nombre de communes du canton de Gaillon passe de 2 à 23.
Le canton de Gaillon est formé de communes des anciens cantons de Gaillon-Campagne (20 communes), de Gaillon (2 communes) et des Andelys (1 commune). Le bureau centralisateur est situé à Gaillon.

## Géographie
Ce canton est organisé autour de Gaillon dans l'arrondissement des Andelys. Son altitude varie de 7 m à 157 m (Ailly).

## Représentation

### Conseillers d'arrondissement (de 1833 à 1940)
Le canton de Gaillon avait deux conseillers d'arrondissement .
Il appartenait à l'arrondissement de Louviers jusqu'à sa disparition en 1926.
| Période                                  | Période          | Identité                                                   | Étiquette                | Qualité |
| ---------------------------------------- | ---------------- | ---------------------------------------------------------- | ------------------------ | --- |
| 1833                                     | 1842             | Étienne Brunet ainé                                        |                          | Maire de Cailly                                                                                             |
| 1833                                     | 1842             | M. Duclos                                                  |                          | Juge de paix, propriétaire à Sainte-Barbe                                                                   |
| 1842                                     | 1845             | Amédée Joseph Alexandre Delaniepce de Jeufosse (1785-1846) |                          | Ancien capitaine d'artillerie, propriétaire à Paris, maire de Saint-Aubin-sur-Gaillon                       |
| 1842                                     | 1848             | M. Boumard                                                 |                          | Maire de La Croix-Saint-Leufroy                                                                             |
| 1845                                     | 1848             | M. Duclos                                                  |                          | Ancien juge de paix, propriétaire à Sainte-Barbe                                                            |
| 1845                                     | 1861             | Ambroise François Doutté (1794-1865)                       |                          | Juge de paix à Gaillon                                                                                      |
| 1855                                     | 1864             | Alexandre Legrand-Duruflé                                  |                          | Propriétaire à Saint-Pierre-la-Garenne                                                                      |
| 1861                                     | 1869             | Armand Augustin Huet                                       |                          | Ancien notaire, propriétaire à Gaillon                                                                      |
| 1864                                     | 1883             | Aimé Thézard                                               |                          | Adjoint au maire d'Ailly                                                                                    |
| 1869                                     | 1876 (décès)     | Eugène Laquerrière (1825-1876)                             |                          | Maitre foulonnier à Authouillet, maire de Fontaine-Heudebourg                                               |
| 1876                                     | 1895             | Octave-Charles Potel                                       | Monarchiste              | Cultivateur, propriétaire, rentier, maire de Saint-Julien-de-la-Liègue                                      |
| 1883                                     | 1895             | Étienne-Parfait Bourdon                                    | Monarchiste              | Adjoint au maire de Gaillon                                                                                 |
| 1895                                     | 1911             | Jules Foucher                                              | Républicain progressiste | Maire d'Heudreville-sur-Eure                                                                                |
| 1895                                     | 1900 (démission) | Léon Monnier                                               | Républicain              | Négociant en bétail à Gaillon                                                                               |
| 1900                                     | 1931             | Albert Coville                                             | Républicain progressiste | Suppléant du juge de paix à Gaillon                                                                         |
| 1911                                     | 1922             | Henri Bourcier                                             | Rad.                     | Entrepreneur à Heudreville-sur-Eure                                                                         |
| 1931                                     | 1937             | Alfred-Ernest Delavigne                                    | Républicain              | Cultivateur à Saint-Aubin-sur-Gaillon                                                                       |
| 1931                                     | 1933 (décès)     | Camille-Désiré Rouen (1858-1933)                           | RG                       | Rentier, maire de Gaillon de 1913 à 1929, Président du Conseil d'arrondissement                             |
| Avr. 1933                                | 1937             | Paul Michel                                                | Républicain              | Maire de Gaillon                                                                                            |
| 1937                                     | 1940             | Pierre Bonvallet                                           | Entente républicaine     | Cultivateur, maire d'Écardenville-sur-Eure                                                                  |
| 1937                                     | 1940             | Louis Dorémus                                              | Entente républicaine     | Boyaudier, adjoint au maire de Saint-Pierre-la-Garenne                                                      |
| 1940                                     |                  |                                                            |                          | Les conseils d'arrondissement ont été suspendus par la loi du 12 octobre 1940 et n'ont jamais été réactivés |
| Les données manquantes sont à compléter. |                  |                                                            |                          | |

### Conseillers généraux de 1833 à 2015
| Période | Période          | Identité                                 | Étiquette                     | Qualité |
| ------- | ---------------- | ---------------------------------------- | ----------------------------- | --- |
| 1833    | 1848             | Magloire François Michel Alcis Delamotte |                               | Notaire et propriétaire à Gaillon puis à Évreux, suppléant du juge de paix Propriétaire du château de la Créquinière à Aubevoye |
| 1848    | 1852             | Alexandre de Reynal                      |                               | Médecin, maire de Beaumont-le-Roger                                                                                             |
| 1852    | 1864             | Baron Dubois de Saint-Hilaire            |                               | Propriétaire à Gaillon |
| 1864    | 1869             | Baron Napoléon Lepic                     |                               | Général de brigade |
| 1869    | 1869 (démission) | Eugène Janvier de La Motte               | Bonapartiste                  | Préfet, député (1876-1884) |
| 1869    | 1885 (décès)     | Armand Augustin Huet                     | Bonapartiste                  | Maire de Gaillon (1874-1878), natif du Mesnil-Jourdain Conseiller d'arrondissement                                              |
| 1885    | 1886             | Alexandre Poussin                        | Droite catholique monarchiste | Médecin |
| 1886    | 1900 (décès)     | Jacques Riberpray                        | Républicain                   | Pêcheur Maire de Gaillon (1884-1900)                                                                                            |
| 1900    | 1922             | Léon Monnier                             | Républicain Libéral           | Négociant en bétail Maire de Gaillon (1900-1912), conseiller d'arrondissement Sénateur (1903-1923)                              |
| 1922    | 1928             | Louis Bourcier                           | Rad.                          | Entrepreneur à Heudreville-sur-Eure, conseiller d'arrondissement                                                                |
| 1928    | 1940             | Lucien Boudehan                          | RG                            | Propriétaire Conseiller municipal d'Aubevoye                                                                                    |
|         |                  |                                          |                               | |
| 1943    | 1945             | Louis Dorémus (1898-1958)                |                               | Boyaudier Conseiller d'arrondissement, adjoint au maire de Saint-Pierre-la-Garenne Nommé conseiller départemental en 1943       |
|         |                  |                                          |                               | |
| 1945    | 1949             | Pierre Pirou                             | SFIO                          | Maire de Saint-Aubin-sur-Gaillon Ancien conseiller municipal de Gaillon                                                         |
| 1949    | 1967             | Raoul Ruffier (1885-1969)                | Rad.-RGR                      | Militaire retraité Maire de Gaillon                                                                                             |
| 1967    | 1973             | Maurice Maire (1923-2018)                | PSU puis PS                   | Médecin généraliste Maire de Gaillon (1971-2001)                                                                                |
| 1973    | 1979             | Louis Vernier (1908-1986)                | DVD                           | Maire de Sainte-Barbe-sur-Gaillon                                                                                               |
| 1979    | 1992             | Maurice Maire                            | PS                            | Maire de Gaillon |
| 1992    | 1998             | Jacques Benoni (1937-2000)               | RPR                           | Retraité de l'Education nationale Conseiller municipal de Gaillon Suppléant du député Bernard Leroy (1993-1997)                 |
| 1998    | 2015             | Jean-Luc Recher                          | DVG                           | Instituteur retraité Maire d'Aubevoye Président de la CCEMS                                                                     |

### Représentation après 2015
| Période élective | Période élective | Mandat | Mandat   | Identité                                      | Nuance | Nuance | Qualité |
| ---------------- | ---------------- | ------ | -------- | --------------------------------------------- | ------ | ------ | --- |
| 2015             | 2021             | 2015   | 2021     | Catherine Meulien                             |        | PS     | Adjointe au maire de Saint-Pierre-de-Bailleul jusqu'en 2020 Présidente de la Communauté de Communes jusqu'en 2020 |
| 2015             | 2021             | 2015   | 2015     | Jean-Luc Recher (Décédé le 11 septembre 2015) |        | DVG    | Maire d'Aubevoye (1995-2015)                                                                                      |
| 2015             | 2021             | 2015   | 2021     | Jean-Rémi Ermont                              |        | DVG    | Maire délégué de Fontaine-Heudebourg (2001-2015)                                                                  |
| 2021             | 2028             | 2021   | en cours | Liliane Bourgeois                             |        | DIV    | Responsable de magasin Maire DVD de Saint-Pierre-la-Garenne                                                       |
| 2021             | 2028             | 2021   | en cours | Christophe Chambon                            |        | DIV    | Enseignant à l'Université de Rouen Maire DVG de Clef Vallée d'Eure                                                |

### Résultats détaillés

#### Élections de mars 2015
À l'issue du 1er tour des élections départementales de 2015, deux binômes sont en ballottage : Erik Ackermann et Anna Videau (FN, 37 %) et Catherine Meulien et Jean-Luc Recher (Union de la Gauche, 31,61 %). Le taux de participation est de 51,46 % (10 344 votants sur 20 102 inscrits) contre 50,53 % au niveau départemental et 50,17 % au niveau national.
Au second tour, Catherine Meulien et Jean-Luc Recher (Union de la Gauche) sont élus avec 55,19 % des suffrages exprimés et un taux de participation de 53,41 % (5 518 voix pour 10 737 votants et 20 103 inscrits).

#### Élections de juin 2021
Le premier tour des élections départementales de 2021 est marqué par un très faible taux de participation (33,26 % au niveau national). Dans le canton de Gaillon, ce taux de participation est de 31,74 % (6 601 votants sur 20 799 inscrits) contre 33,02 % au niveau départemental. À l'issue de ce premier tour, deux binômes sont en ballottage : Vincent Collo et Anna Videau (RN, 34,06 %) et Liliane Bourgeois et Christophe Chambon (Divers, 33,28 %).
Le second tour des élections est marqué une nouvelle fois par une abstention massive équivalente au premier tour. Les taux de participation sont de 34,3 % au niveau national, 32,76 % dans le département et 31,98 % dans le canton de Gaillon. Liliane Bourgeois et Christophe Chambon (Divers) sont élus avec 60,56 % des suffrages exprimés (3 722 voix pour 6 644 votants et 20 774 inscrits),,.

## Composition

### Composition avant 1985
Le canton comprenait les communes de Gaillon et Aubevoye, et les communes qui formeront le canton de Gaillon-Campagne en 1985.

### Composition de 1985 à 2015
Le canton de Gaillon regroupait deux communes.
| Nom                 | Code Insee | Codepostal | Superficie (km2) | Population (dernière pop. légale) | Densité (hab./km2) |
| ------------------- | ---------- | ---------- | ---------------- | --------------------------------- | ------------------ |
| Gaillon (chef-lieu) | 27275      | 27600      | 10,19            | 7 175 (2012)                      | 704                |
| Aubevoye            | 27022      | 27940      | 7,63             | 5 027 (2012)                      | 659                |

### Composition depuis 2015
À la suite du redécoupage de 2014, le canton de Gaillon comprenait vingt-trois communes entières.
Après les fusions, au 1er janvier 2016, d'une part, d'Aubevoye, Sainte-Barbe-sur-Gaillon et Vieux-Villez pour former la nouvelle commune du Val d'Hazey et, d'autre part, d'Écardenville-sur-Eure, Fontaine-Heudebourg et La Croix-Saint-Leufroy pour former la nouvelle commune de Clef Vallée d'Eure, il compta dix-neuf communes au 31/12/2016.
Après les fusions, au 1er janvier 2017, des communes de Bernières-sur-Seine, Tosny et Venables pour former la nouvelle commune des Trois-Lacs, le canton désormais compte dix-sept communes.
| Nom                             | Code Insee | Intercommunalité | Superficie (km2) | Population (dernière pop. légale) | Densité (hab./km2) | Modifier                                    |
| ------------------------------- | ---------- | ---------------- | ---------------- | --------------------------------- | ------------------ | ------------------------------------------- |
| Gaillon (bureau centralisateur) | 27275      | CA Seine-Eure    | 10,19            | 6 785 (2022)                      | 666                | modifier les données · modifier les données |
| Ailly                           | 27005      | CA Seine-Eure    | 15,55            | 1 230 (2022)                      | 79                 | modifier les données · modifier les données |
| Autheuil-Authouillet            | 27025      | CA Seine-Eure    | 11,66            | 944 (2022)                        | 81                 | modifier les données · modifier les données |
| Cailly-sur-Eure                 | 27124      | CA Seine-Eure    | 3,33             | 223 (2022)                        | 67                 | modifier les données · modifier les données |
| Champenard                      | 27142      | CA Seine-Eure    | 2,32             | 304 (2022)                        | 131                | modifier les données · modifier les données |
| Clef Vallée d'Eure              | 27191      | CA Seine-Eure    | 25,59            | 2 490 (2022)                      | 97                 | modifier les données · modifier les données |
| Courcelles-sur-Seine            | 27180      | CA Seine-Eure    | 5,47             | 2 157 (2022)                      | 394                | modifier les données · modifier les données |
| Fontaine-Bellenger              | 27249      | CA Seine-Eure    | 4,96             | 1 089 (2022)                      | 220                | modifier les données · modifier les données |
| Heudreville-sur-Eure            | 27335      | CA Seine-Eure    | 14,15            | 1 066 (2022)                      | 75                 | modifier les données · modifier les données |
| Saint-Aubin-sur-Gaillon         | 27517      | CA Seine-Eure    | 19,46            | 2 164 (2022)                      | 111                | modifier les données · modifier les données |
| Saint-Étienne-sous-Bailleul     | 27539      | CA Seine-Eure    | 4,34             | 388 (2022)                        | 89                 | modifier les données · modifier les données |
| Saint-Julien-de-la-Liègue       | 27553      | CA Seine-Eure    | 4,67             | 419 (2022)                        | 90                 | modifier les données · modifier les données |
| Saint-Pierre-de-Bailleul        | 27589      | CA Seine-Eure    | 6,34             | 975 (2022)                        | 154                | modifier les données · modifier les données |
| Saint-Pierre-la-Garenne         | 27599      | CA Seine-Eure    | 7,64             | 923 (2022)                        | 121                | modifier les données · modifier les données |
| Les Trois Lacs                  | 27676      | CA Seine-Eure    | 36,53            | 1 748 (2022)                      | 48                 | modifier les données · modifier les données |
| Le Val d'Hazey                  | 27022      | CA Seine-Eure    | 14,37            | 5 156 (2022)                      | 359                | modifier les données · modifier les données |
| Villers-sur-le-Roule            | 27691      | CA Seine-Eure    | 4,32             | 841 (2022)                        | 195                | modifier les données · modifier les données |
| Canton de Gaillon               | 2712       |                  | 190,89           | 28 902 (2022)                     | 151                | modifier les données                        |

## Démographie
En 2022, le canton comptait 28 902 habitants, en évolution de −0,66 % par rapport à 2016 (Eure : −0,25 %, France hors Mayotte : +2,11 %).
| 2013   | 2018   | 2022   |
| ------ | ------ | ------ |
| 28 809 | 29 116 | 28 902 |